# Rhytidodus altaicus
Rhytidodus altaicus är en insektsart som beskrevs av Mitjaev 1970. Rhytidodus altaicus ingår i släktet Rhytidodus och familjen dvärgstritar. Inga underarter finns listade i Catalogue of Life.